# 태국의 문화명령

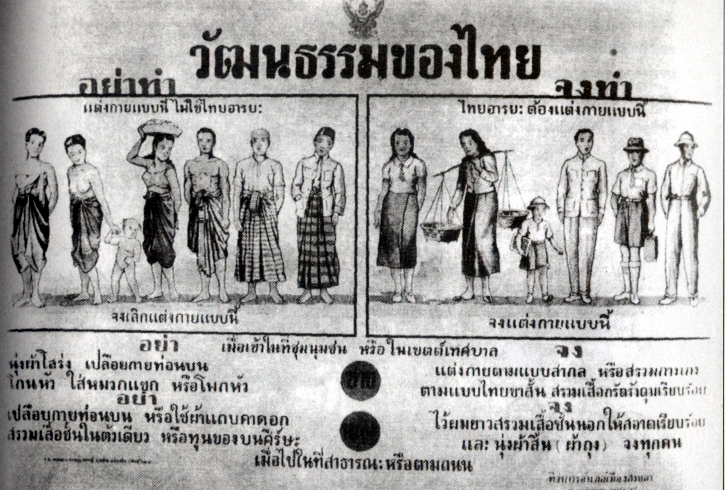
왼쪽에는 금지된 복장, 오른쪽에는 적절한 복장을 보여주는 태국의 문화명령 시대의 포스터.

태국의 문화명령(태국어: รัฐนิยม 랏니욤[*])은 태국의 군부 독재자였던 쁠랙 피분송크람 육군 원수가 자신의 첫 총리 임기였던 1939년에서 1942년 사이에 《태국 정부 관보》를 통해 발표한 12개의 포고령들이다. 이 포고령들은 태국이 추축국 진영과 동맹 관계에 있던 시기에 획일적이고 서양과 같이 "문명화된" 태국의 문화를 창조하는 것을 목표로 했다. 포고령에서 시작된 많은 관행은 태국이 제2차 세계 대전에 참전하면서 효력이 발생했다.

## 문화명령 제1호
1939년 6월 24일에 공개된 《국가, 국민, 국적의 이름에 관한 문화명령 제1호》는 국명 변경에 대한 "공공의 선호"를 인용했다. 이 포고령은 "국가, 국민, 국적을 '태국'(Thailand) 또는 '타이'(Thai)라고 부른다."라는 1개 항목으로 구성되어 있다.
이 포고령의 결과 가운데 하나는 '시암'(Siam)이라는 이름을 가진 단체들, 기업들이 이름을 바꾸도록 강요받았다는 것이다. 대표적인 사례로 "태국 연구회"로 이름이 바뀐 시암 학회, "태국 상업 은행"으로 이름이 바뀐 시암 상업 은행, "타이 시멘트"로 이름이 바뀐 시암 페인트가 있다. 1944년에 피분송크람 총리가 권좌에서 물러나면서 시암 학회는 태국어와 영어 이름을 모두 바꿨고 후자인 2곳은 영어 이름만 바꿨다.

## 문화명령 제2호
1939년 7월 3일에 공개된 《국가에 대한 위험 예방에 관한 문화명령 제2호》는 다음과 같은 5개 항목으로 구성되어 있다.
- 제1항: "태국 국민은 국가의 이익과 안전을 고려하지 않은 어떠한 사업도 해서는 안 된다."
- 제2항: "태국 국민은 결코 국가를 해칠 지도 모르는 어떠한 것도 외국에게 노출시켜서는 안 된다. 이러한 행동은 국가에 대한 반역 행위에 해당한다."
- 제3항: "태국 국민은 태국의 이익을 고려하지 않고 외국의 대리인이나 대변인 역할을 해서는 안 되며 국제 분쟁에서 외국의 입장을 표명하거나 편을 들어서는 안 된다. 이러한 행동은 국가에 대한 반역 행위에 해당한다."
- 제4항: "태국 국민은 국가를 위태롭게 하는 방법으로 외국을 대신하여 몰래 토지를 매입해서는 안 된다. 이러한 행동은 국가에 대한 반역 행위에 해당한다."
- 제5항: "한 사람이 국가를 배신했을 때 적극적이고 신속하게 그것을 중단시키는 것이 태국 국민의 의무이다."[5]

## 문화명령 제3호
1939년 8월 2일에 공개된 《태국 국민에 관한 문화명령 제3호》는 대중들에게 '북부 태국인', '남부 태국인', '무슬림 태국인'과 같은 특정 집단의 이름 사용을 중단할 것을 명시하면서 문화명령 제1호를 강화했다.
- 제1항: "국적의 호칭과 모순되거나 집단의 선호도에 따라 다른 태국 국민을 가리키는 표현의 사용을 중단한다."
- 제2항: "모든 태국인들은 자신들을 지칭할 때에 '타이'라는 이름을 사용해야 한다."[6]

## 문화명령 제4호
1939년 9월 8일에 공개된 《국기, 국가, 왕실 국가에 관한 문화명령 제4호》는 다음과 같은 5개 항목으로 구성되어 있다.
- 제1항: "관례에 따라 국기가 게양되거나 내려지는 것을 목격하거나 경례 나팔 소리나 휘파람 소리를 듣거나 국기를 게양하거나 내리라는 신호가 있을 때에는 규정이나 관례에 따라 국기에 대한 경의를 표하는 것이 좋다."
- 제2항: "현장에서 군기, 군함기, 청소년 군단기, 보이스카우트기를 목격하거나 군대, 청소년 군단, 보이스카우트의 공식적인 행진을 목격했을 때에는 규정이나 관례에 따라 기에 대한 경의를 표한다."
- 제3항: "공식적인 목적으로 연주되거나 어떠한 종류의 의식의 일환에 따라 국가가 연주되는 동안에는 참석자나 관객은 규정이나 관례에 따라 국가에 대한 경의를 표한다."
- 제4항: "공식적인 목적으로 연주되거나 극장이나 어떠한 모임에서 왕실 국가가 연주되는 동안에는 참석자나 관객은 규정이나 관례에 따라 국가에 대한 경의를 표한다."
- 제5항: "제1·2·3·4항에 명시된 대로 적절한 예우를 하지 않는 사람을 목격할 때에는 국기, 국가, 왕실 국가를 배우는 것이 중요함을 알 수 있도록 훈계해야 한다."[7]

## 문화명령 제5호
1939년 11월 1일에 공개된 《태국 제품에 관한 문화명령 제5호》는 다음과 같은 5개 항목으로 구성되어 있다.
- 제1항: "태국 국민은 태국 제품으로 만든 음식만을 소비하도록 노력해야 한다."
- 제2항: "태국 국민은 태국 제품으로 만든 옷만 입도록 노력해야 한다."
- 제3항: "태국 국민은 동료 태국인들의 농업, 상업, 산업, 그 외의 직업 활동을 지원해야 한다."
- 제4항: "태국 국민은 정부나 태국 국민이 설립한 공공 사업을 활용하고 지원해야 한다."
- 제5항: "이 포고령에 따라 지원을 받는 농업, 상업, 산업 또는 그 외의 직업을 수행하는 태국 국민들은 표준을 유지하고 품질을 향상시키며 사업을 정직하게 운영하기 위해 노력해야 한다."[8]

1940년 2월 2일에는 《문화명령 제5호에 따라 협력하고 적절하게 따르는 태국 국민에 대한 초대》가 공개되었다.

## 문화명령 제6호
1939년 12월 10일에 공개된 《태국의 국가의 음악과 가사에 관한 문화명령 제6호》는 다음과 같은 2개 항목으로 구성되어 있다.
- 제1항: "국가의 음악은 프라 첸두리양이 작곡한 음악을 사용하며 태국 미술부에서 악보로 보관된다."
- 제2항: "국가의 가사는 군대에서 제출한 가사를 사용한다."[10] (태국의 국가는 오늘날과 같다.)

## 문화명령 제7호
1940년 3월 21일에 공개된 《태국 국민이 국가를 건설하는데 도움을 줄 것을 촉구하기 위한 문화명령 제7호》는 다음과 같은 1개 항목으로 구성되어 있다.
- 제1항: "모든 태국 국민은 국가를 건설하는 것을 도와야 한다. 능력 있는 사람은 누구나 안정된 직업에서 일해야 한다. 경력이 없는 사람은 국가에 도움이 되지 않으며 태국 국민들로부터 존경을 받을 자격이 없다."[11]

## 문화명령 제8호
1940년 4월 26일에 공개된 《태국의 왕실 국가에 관한 문화명령 제8호》는 왕실 국가의 가사를 축소하는 한편 '시암'이라는 단어를 '태국'으로 바꾸는 내용을 담고 있다.
| ข้าวรพุทธเจ้า เอามโนและศิระกราน                          |
| 폐하의 신하인 우리는 통치자이신 태국의 위대한 왕에게 |
| นบพระภูมิบาล บรมกษัตริย์ไทย                               |
| 경의를 표하기 위하여 심장과 머리를 숙이리라.         |
| ขอบรรดาล ธประสงค์ใด                                   |
| 그대가 무엇을 하든지                                 |
| จงสิทธิดั่ง หวังวรหฤทัย                                    |
| 위대한 마음의 희망대로 이루어지리라.                 |
| ดุจถวายชัย ชโย                                         |
| 승리를 기원하리라, 만세!                             |

## 문화명령 제9호
1940년 6월 24일에 공개된 《언어와 글쓰기, 선량한 시민의 의무에 관한 문화명령 제9호》는 다음과 같은 4개 항목으로 구성되어 있다.
- 제1항: "태국 국민은 태국어를 찬양, 존경하고 존중해야 하며 태국어를 말할 수 있다는 것을 영광으로 생각해야 한다."
- 제2항: "태국 국민은 국어를 공부하는 것이 선량한 시민의 의무라고 생각해야 하며 적어도 읽고 쓸 줄 알아야 한다. 또한 태국 국민은 태국어를 구사하지 못하거나 태국어를 읽을 수 없는 시민들을 배우도록 돕고 지원하는 것이 그들의 중요한 의무라고 생각해야 한다."
- 제3항: "태국 국민은 출생지, 거주지, 또는 지역의 억양을 분열의 표식으로 간주해서는 안 된다. 태국 국민으로 태어난 사람들은 모두 같은 태국 국민들의 피를 가지고 있고 같은 태국어를 구사한다는 것이 사실임을 모두가 알고 있어야 한다. 출생지나 억양은 차이가 없다."
- 제4항: "태국 국민은 태국의 선량한 시민이 스스로 해야 할 일처럼 행동하는 것이 자신의 의무라고 생각하고 아직 자신의 의무를 알지 못하는 사람들에 대해 태국의 선량한 시민의 의무를 가르치도록 촉구하는 것이 그들의 중요한 의무라고 생각해야 한다."[13]

## 문화명령 제10호
1941년 1월 15일에 공개된 《태국의 옷에 관한 문화명령 제10호》는 다음과 같은 2개 항목으로 구성되어 있다.
- 제1항: "태국 국민은 적절한 옷을 입지 않고 공개된 모임, 공공 장소, 도시 경계에 나타나서는 안 된다. 부적절한 복장에는 속옷만 입거나 셔츠를 입지 않거나 감싸는 천을 입는 것이 포함된다."
- 제2항: "태국 국민에게 적합한 옷은 다음과 같다."
  - 지위와 기회에 따라 허용되는 제복
  - 정중한 국제 스타일을 띤 옷
  - 정중한 전통 의상[14]

## 문화명령 제11호
1941년 9월 8일에 공개된 《일상 활동에 관한 문화명령 제11호》는 다음과 같은 5개 항목으로 구성되어 있다.
- 제1항: "태국 국민은 시간을 3개 부분으로 나누어야 한다. 하나는 직장용, 하나는 개인 활동용, 하나는 휴식과 수면용이다. 이것은 질서 정연해야 하며 습관화될 때까지 일정을 따라야 한다."
- 제2항: "태국 국민은 다음과 같이 정상적인 개인 활동을 수행해야 한다."
  - 하루 4회 이하로 정해진 시간에 따라 식사하기
  - 약 6 ~ 8시간 정도 수면을 취하기
- 제3항: "태국 국민은 낙담하거나 회피하지 않고 성실하게 업무를 수행해야 한다. 정오의 휴식과 점심 시간은 1시간을 넘지 않아야 한다. 일과가 끝나면 1시간 이상 운동을 하거나 정원 가꾸기, 애완동물 돌보기, 나무 심기 등의 활동을 한다. 그리고 샤워를 한 다음에 저녁을 먹는다."
- 제4항: "태국 국민은 기회가 허락하는 한 밤에 여가 시간을 사용하여 필요한 일을 완료하고 가족 및 친구와 대화하고 라디오 뉴스를 듣거나 독서를 통해 지식을 얻거나 그 외의 오락이나 예술을 통해 지식을 찾아야 한다."
- 제5항: "태국 국민은 종교 활동에 참여하거나 설교를 듣거나 공덕을 쌓거나 지식을 찾거나 여행을 하거나 스포츠 활동을 하거나 휴식을 취함으로써 몸과 마음을 이롭게 하기 위해 휴일을 사용해야 한다.[15]

## 문화명령 제12호
1942년 1월 28일에 공개된 《어린이, 노인 및 장애인 보호에 관한 문화명령 제12호》는 다음과 같은 2개 항목으로 구성되어 있다.
- 제1항: "사람들은 공공 장소나 도로에서 어린이, 노인 또는 장애인을 돕고 보호해야 한다."
- 제2항: "제1항을 따르는 사람은 태국 국민의 존경을 받을 가치가 있는 교양 있는 사람으로 간주된다."[16]

## 21세기 문화명령
태국 정부는 2018년에 태국 예외주의 개념을 강화하기 위하여 "타이니욤"(태국어: ไทยนิยม, 태국주의)이라는 소프트 파워 캠페인을 만들었다. 여기에는 태국의 문화명령을 연상시키는 "12가지 핵심 가치"가 포함되어 있다. 이 캠페인은 일부 학자들에 의해 "단순한 국가 선전"이라는 비판을 받았다.